# María Jesús Sáinz
María Jesús Amparo Sáinz García ([maˈɾia xeˈsus ãmˈpaɾo ˈsai̯nð ɣaɾˈθia]) est une femme politique espagnole membre du Parti populaire (PP), née le 1er septembre 1949 à Santander.

## Biographie
María Jesús Amparo Sáinz García naît le 1er septembre 1949 à Santander. Elle est titulaire d'une licence en romanistique de l'université de Saint-Jacques-de-Compostelle. Professeure des universités en langue et littérature espagnoles, elle est également inspectrice de l'éducation,.

### En Galice
Membre de l'Alliance populaire (AP), elle se présente aux élections générales anticipées du 22 juin 1986 pour l'un des quatre sièges de sénateur dans la circonscription de La Corogne. Elle totalise 174 624 voix, ce qui constitue le deuxième meilleur résultat des candidats de la Coalition populaire (CP) et le cinquième de la province, ce qui empêche son élection à la chambre haute.
Elle est désignée en septembre suivant sénatrice par le Parlement de Galice, puis devient le 5 novembre conseillère à l'Éducation de la Junte de Galice, sous la présidence de Gerardo Fernández Albor. Après que le président a été renversé par une motion de censure au profit du socialiste Fernando González Laxe, elle cède le 29 septembre 1987 ses fonctions à Javier Suárez-Vence.

### Députée au Congrès
À l'occasion des élections générales anticipées du 29 octobre 1989, María Jesús Sáinz se présente au Congrès des députés dans la circonscription de La Corogne. Elle occupe la deuxième place de la liste du nouveau Parti populaire (PP) emmenée par José Manuel Romay. Elle est réélue députée en 1993, 1996, 2000 et 2004.
Elle se présente en 1991 aux élections municipales du 26 mai à Saint-Jacques-de-Compostelle en tête de liste du PP. Elle obtient 38,4 % et 10 conseillers municipaux, un score insuffisant pour prendre le pouvoir au Parti socialiste ouvrier espagnol. Elle échoue de nouveau lors du scrutin municipal du 28 mai 1995, avec le même nombre d'élus.
Au cours de la séance inaugurale de la VIIe législature le 5 avril 2000, elle est désignée par ses pairs troisième secrétaire du bureau du Congrès des députés, obtenant 82 votes sur 345 suffrages exprimés. Quatre ans plus tard, lors de l'ouverture de la VIIIe législature le 3 avril 2004, elle devient première secrétaire après avoir reçu 75 voix sur 350 : elle bénéficie ainsi de la division des votes de la gauche et des partis nationalistes, qui séparent leurs 202 bulletins entre trois candidats.

### Sénatrice et fin de parcours politique
À l'approche des élections générales du 9 mars 2008, elle est exclue de la liste de La Corogne pour le Congrès par le président du Parti populaire de Galice Alberto Núñez Feijóo, mais la direction nationale du PP la repêche comme candidate au Sénat. Elle rassemble sur son nom 281 977 voix, ce qui lui permet d'être élu avec le deuxième meilleur score de la province. Elle conserve son mandat aux élections générales anticipées du 20 novembre 2011 avec 304 387 suffrages, soit le troisième meilleur résultat du territoire.
Le 14 juin 2014, le nouveau maire de Saint-Jacques-de-Compostelle Agustín Hernández la nomme conseillère au sein de l'exécutif municipal, bien qu'elle ne soit pas élue au conseil de la ville. Elle ne se présente toutefois pas aux élections municipales du 24 mai 2015, puis renonce à se succéder à la chambre haute des Cortes Generales au cours des élections générales du 20 décembre 2015.